# Wil Lofy
Johann Adam Wilhelm (Wil) Lofy (Esch-sur-Alzette, 31 januari 1937 – ?, 28 juni 2021) was een Luxemburgs beeldhouwer en kunstschilder.

## Leven en werk
Wil of Will Lofy was een zoon van de Duitse staalarbeider Heinrich (Henri) Lofy en Madeleine Dockendorf. Na het Jongenslyceum in Esch studeerde hij in Italië, aan het Instituto statala della ceramica in Sesto Fiorentino en het instituto statala d'arte in Florence, en in Frankrijk aan de École nationale supérieure des beaux-arts in Parijs.
Lofy maakte aanvankelijk keramisch werk en batiks. Hij kreeg in de jaren 80 en 90 bekendheid door zijn sculpturen, die geregeld werden uitgevoerd als fontein. Hij woonde langere tijd in Frankrijk en Zuid-Amerika. Door een infectie raakte hij zijn voet kwijt, hij verkocht zijn huis in Chili en keerde terug naar Luxemburg.
Wil Lofy overleed op 83-jarige leeftijd.

## Enkele werken
- 1968 keramisch kunstwerk in de ontvangstruimte van het olympisch dorp in Grenoble.
- 1969 keramisch kunstwerk voor het zwembad in Bonnevoie.
- 1982 Hämmelsmarsch, fontein aan de Roude Pëtz in Luxemburg-Stad.[6]
- 1986 Fontaine Maus Kätti in Mondorf-les-Bains
- 1987 D'Botterfra um Bottermaart in Ettelbruck
- 1991 De Blannen Theis, Place du Marché, in Grevenmacher
- 1999 Bachusfontein, Esplanade in Remich
- 2002 Barthel-Frantz-monument in Mamer.
- 2011 Dolles in Niederkorn.[7]

- Musée national d'archéologie, d'histoire et d'art: lkl001941
- RKD-Nederlands Instituut voor Kunstgeschiedenis: 91300
- Virtual International Authority File: 4251162844761973240006